# L'assassino è perduto
L'assassino è perduto (The Killer Is Loose) è un film del 1956 diretto da Budd Boetticher.
È un film poliziesco a sfondo noir statunitense con Joseph Cotten, Rhonda Fleming, Wendell Corey, Alan Hale Jr. e Michael Pate. È basato sul racconto del 1953 The Killer Is Loose di John e Ward Hawkins pubblicato sul The Saturday Evening Post.

## Trama
Leon 'Foggy' Poole, dipendente di una banca, è alla disperata ricerca di contanti e deruba con successo, grazie all'aiuto di una banda, l'istituto del quale è dipendente grazie al fatto che gli è possibile accedere al suo interno senza difficoltà. In un primo momento, Poole viene considerato un eroe durante la rapina, ma la polizia capisce rapidamente che è coinvolto nel fatto. La polizia raggiunge quindi Poole e la sua giovane moglie nel loro appartamento. La moglie di Poole viene accidentalmente colpita a morte dalla polizia durante uno scontro a fuoco. Poole viene arrestato, condannato e mandato in prigione per rapina.
Mentre è dietro le sbarre, Poole pianifica la sua fuga e la rivincita sui poliziotti che hanno ucciso sua moglie, in particolare il leader del blitz, il tenente Wagner. Secondo Poole, il modo migliore per vendicarsi è quello di uccidere la moglie di Wagner, Lila.

## Produzione
Il film, diretto da Budd Boetticher su una sceneggiatura di Harold Medford e un soggetto di John Hawkins e Ward Hawkins (autori del romanzo), fu prodotto da Robert L. Jacks per la Crown Productions e girato a Culver City (nei RKO-Pathé Studios) e a Los Angeles, in California, dal 12 agosto a fine settembre 1955.

## Distribuzione
Il film fu distribuito con il titolo The Killer Is Loose negli Stati Uniti nel febbraio del 1956 al cinema dalla United Artists.
Altre distribuzioni:
- in Germania Ovest il 20 luglio 1956 (Blutige Hände)
- in Austria nel novembre del 1956 (Blutige Hände)
- in Svezia il 25 marzo 1957 (En mördare går lös)
- in Portogallo il 25 ottobre 1957 (Assassino à Solta e Um Criminoso à Solta)
- in Danimarca il 18 novembre 1957 (Morder på fri fod)
- in Brasile (O Assassino Anda Solto)
- in Spagna (El asesino anda suelto)
- in Grecia (Edrapetefsa gia na ekdikitho)
- in Italia (L'assassino è perduto)

## Critica
Secondo il Morandini il film è un "tipico dramma criminale"... "ben confezionato, avvincente" ma senza elementi di rilievo.

## Promozione
Le tagline sono:
- The Story of a Cop Who Used His Wife as Bait for a Killer!
- He was no ordinary killer... She was no ordinary victim... This is no ordinary motion picture!